# Loch Linnhe
Loch Linnhe ([lɒx ˈlɪni], schottisch-gälisch: An Linne Dhubh (der schwarze Teich, Lache), ursprünglich als Loch Abar (Zusammenflussmeeresbucht) bekannt) ist eine Meeresbucht (sea loch zur Unterscheidung von loch für Binnensee) in den Highlands nahe der Westküste Schottlands.
Loch Linnhe hat eine Länge von etwa 50 Kilometer und eine stark variierende, sich zunehmend verjüngende Breite. An seinem südwestlichen Ende öffnet er sich in den Firth of Lorn. Loch Linnhe verläuft entlang der Linie des Great Glen Fault (Großtalverwerfung), der sich durch die Hochlande zieht, und ist die einzige Seebucht entlang dieser Verwerfung. Die Stadt Fort William liegt an seinem nordöstlichen Ende, wo der Fluss Lochy mündet. Westlich von Fort William geht Loch Linnhe an der Engstelle The Narrows in Loch Eil über. Bei Ballachulish zweigt in östliche Richtung der Loch Leven als Nebenarm vom Linnhe ab und führt über knapp 20 km bis nach Kinlochleven. Seit 1975 spannt sich über die Enge der beiden Lochs die Ballachulish Bridge und ist die A82 durchgängig bis Fort William und Inverness befahrbar. An der Grenze zum Loch Laich, einer Ausbuchtung am südlichen Ostrand des Loch Linnhe, steht auf einer kleinen Gezeiteninsel das malerische Castle Stalker.
Der Loch Linnhe ist vermutlich mit dem bei Ptolemäus erscheinenden Fluss Longos identisch.